# Joseph Marie Servan de Gerbey

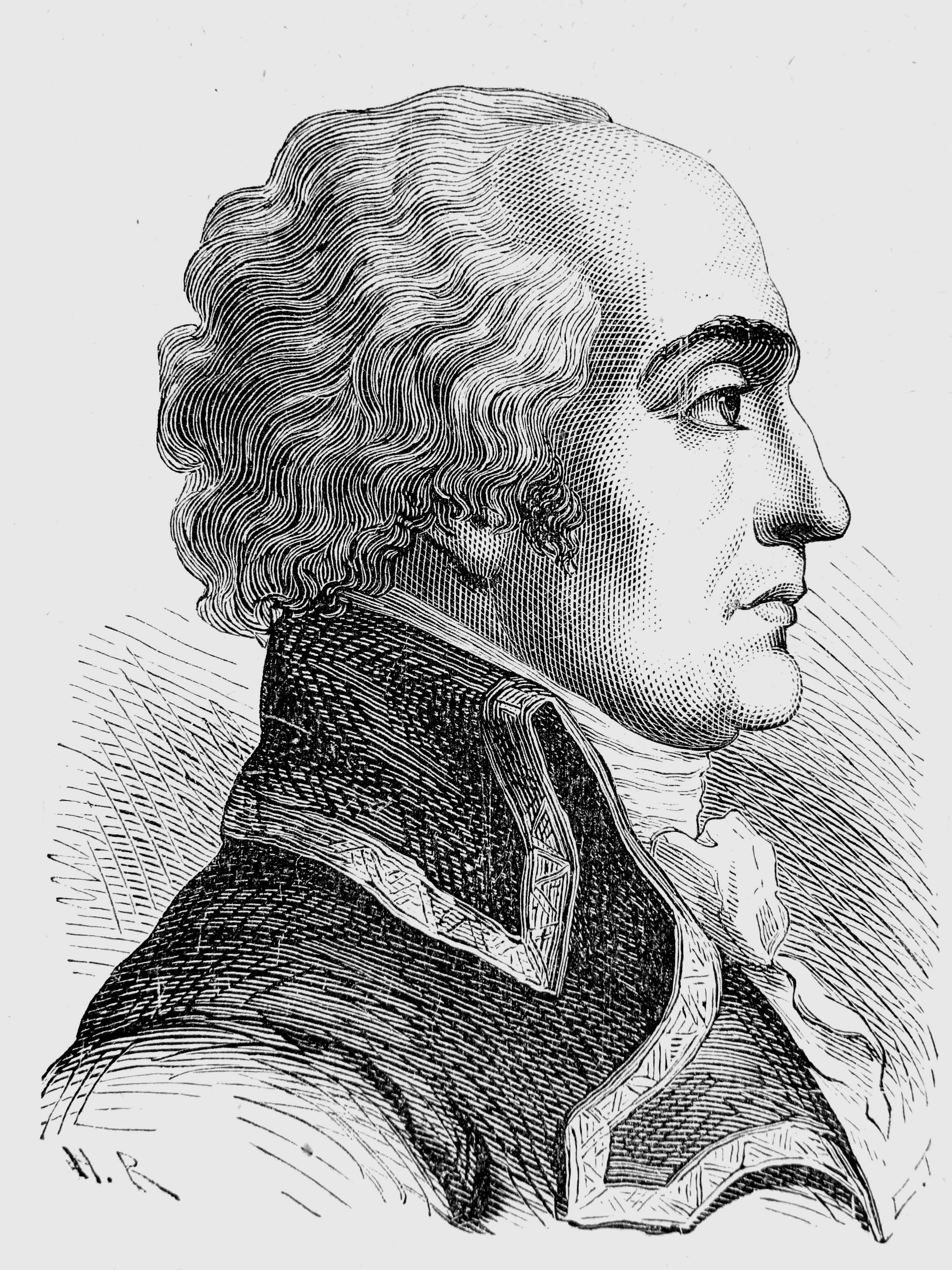
Joseph Marie Servan de Gerbey

Joseph Marie Servan de Gerbey (Romans-sur-Isère, 14 febbraio 1741 – Parigi, 10 maggio 1808) è stato un generale francese, attivo durante la Rivoluzione francese e il Primo Impero.

## Biografia
Durante la Rivoluzione fu due volte ministro della Guerra, dal 9 maggio al 13 giugno 1792 e nuovamente dal 10 agosto al 3 ottobre dello stesso anno. Da militare comandò per breve tempo l'Armata dei Pirenei occidentali (Armée des Pyrénées occidentales). Il suo cognome figura tra quelli inscritti sotto l'Arco di Trionfo, sotto la Colonna 33.